# Equações de movimento
Em física elementar e dinâmica linear, as equações de movimento são cinco equações que se aplicam a corpos movendo-se linearmente (isto é, numa só dimensão) com aceleração uniforme.

## Graus de liberdade e espaço de fase
Nos sistemas dinâmicos existe sempre um único grau de liberdade (uma coordenada ou ângulo para determinar a posição) e duas variáveis de estado que são a variável associada a esse grau de liberdade e a sua derivada em ordem ao tempo (velocidade ou velocidade angular).
Num sistema com {\displaystyle n} graus de liberdade, existem {\displaystyle n} variáveis independentes dependentes do tempo, chamadas coordenadas generalizadas, que serão identificadas pelas letras: {\displaystyle q_{1}}, {\displaystyle q_{2}}, {\displaystyle \ldots }, {\displaystyle q_{n}}. 
Essas variáveis poderão ser comprimentos, ângulos ou qualquer outra grandeza. A derivada em ordem ao tempo de cada uma dessas variáveis são as velocidades generalizadas: {\displaystyle {\dot {q}}_{1}}, {\displaystyle \ldots }, {\displaystyle {\dot {q}}_{n}}.
O espaço de fase tem {\displaystyle 2\,n}dimensões e cada ponto nesse espaço tem coordenadas ({\displaystyle q_{1},\ldots ,q_{n},{\dot {q}}_{1},\ldots ,{\dot {q}}_{n}}). 
A velocidade de fase, em cada ponto do espaço de fase, tem {\displaystyle 2\,n} componentes, ({\displaystyle {\dot {q}}_{1},\ldots ,{\dot {q}}_{n},{\ddot {q}}_{1},\ldots ,{\ddot {q}}_{n}}). 
Para poder calcular essa velocidade de fase em qualquer ponto do espaço de fase, é necessário ter {\displaystyle n} equações para as acelerações generalizadas {\displaystyle {\ddot {q}}_{1},\ldots ,{\dot {q}}_{n}} em função das coordenadas e velocidades generalizadas, equações essas que são denominadas equações de movimento.

As equações de movimento podem ser determinadas identificando todas as forças externas, em forma vetorial, e aplicando a segunda lei de Newton. No entanto, em sistemas com vários graus de liberdade e com muitas forças esses procedimento pode tornar-se complicado; neste capítulo será introduzido um método mais simples de obter as equações de movimento.

## Sistemas conservativos

Bloco a oscilar sobre uma superfície horizontal.

Na prática, os sistemas conservativos são muito raros. No entanto, um sistema idealizado em que não existem forças não conservativas é muito útil para estudar o movimento e caraterizar o sistema. O efeito das forças não conservativas pode ser adicionado mais tarde no sistema ideal conservativo. Galileo Galilei foi um pioneiro no estudo de sistemas idealizados; imaginando como seria o movimento de um objeto sem forças de atrito e a queda livre sem resistência do ar, conseguiu descobrir a lei da inércia e a aceleração da gravidade que mais tarde serviram de base a Isaac Newton para descobrir as leis do movimento.
Considere-se um bloco de massa {\displaystyle m} sobre uma superfície horizontal, ligado a uma mola elástica horizontal de constante elástica {\displaystyle k}, tal como mostra a figura ao lado. Na situação idealizada em que o atrito entre o bloco e a superfície for nulo, a energia mecânica do sistema de bloco e mola permaneceria constante.
Existe um único grau de liberdade, que pode ser a posição {\displaystyle x} do centro do bloco, ao longo de um eixo horizontal com origem na posição em que a mola não está nem esticada nem comprimida. A energia mecânica do sistema é,
{\displaystyle E_{\mathrm {m} }={\dfrac {1}{2}}m\,{\dot {x}}^{2}+{\dfrac {1}{2}}k\,x^{2}}
e, por ser constante, a sua derivada em ordem ao tempo deverá ser nula:
{\displaystyle {\dfrac {\mathrm {d} \,E_{\mathrm {m} }}{\mathrm {d} \,t}}=m\,{\dot {x}}{\ddot {x}}+k\,x\,{\dot {x}}=0}
Excluindo os pontos de equilíbrio em que {\displaystyle {\dot {x}}} é nula, a partir dessa equação obtém-se a equação de movimento do oscilador harmônico simples,
{\displaystyle {\ddot {x}}=-{\dfrac {k}{m}}\,x}
essa equação, junto com {\displaystyle {\dot {x}}=v_{x}}, são as equações de evolução do sistema:
{\displaystyle {\dfrac {\mathrm {d} \,x}{\mathrm {d} \,t}}=v_{x}\qquad \qquad {\dfrac {\mathrm {d} \,v_{x}}{\mathrm {d} \,t}}=-{\dfrac {k}{m}}\,x}
Repare-se que a resolução das equações de evolução permite encontrar as expressões para {\displaystyle x} e {\displaystyle v_{x}} em função de {\displaystyle t} e a expressão da energia mecânica é a expressão que relaciona {\displaystyle x} com {\displaystyle v_{x}} diretamente.

## Osciladores acoplados

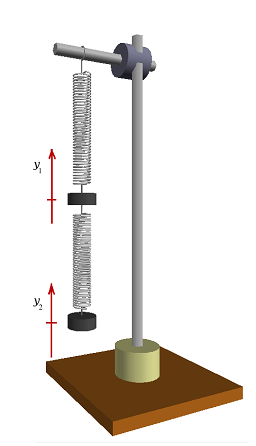
Molas acopladas

O método descrito na seção anterior, para obter a equação de movimento a partir da expressão da energia mecânica, pode ser usado também em sistemas com vários graus de liberdade.
Um exemplo é o sistema da figura ao lado, com duas molas de constantes elásticas {\displaystyle k_{1}} e {\displaystyle k_{2}}, em que foram pendurados dois pequenos cilindros de massas {\displaystyle m_{1}} e {\displaystyle m_{2}}
As coordenadas {\displaystyle y_{1}} e {\displaystyle y_{2}} são as posições dos centros de gravidade dos dois cilindros, medidas na direção vertical e no sentido de baixo para cima. Como essas duas variáveis são independentes, trata-se de um sistema com dois graus de liberdade.
As quatro variáveis de estado são {\displaystyle y_{1}}, {\displaystyle y_{2}} e as velocidades dos dois cilindros, {\displaystyle {\dot {y}}_{1}=v_{1}} e {\displaystyle {\dot {y}}_{2}=v_{2}}.
É conveniente medir {\displaystyle y_{1}} e {\displaystyle y_{2}} a partir de origens diferentes, como se mostra na figura anterior, colocando as duas origens nos pontos onde estarão os centros de massa dos dois cilindros, quando nenhuma das duas molas estiver nem esticada nem comprimida.
Desprezando as massas das molas em comparação com as massas dos cilindros, a energia cinética é unicamente a soma das energias cinéticas dos cilindros e a energia potencial gravítica será a soma das energias potenciais dos cilindros. A elongação da mola de cima é igual a {\displaystyle |y_{1}|} e a elongação da mola de baixo é {\displaystyle |y_{2}-y_{1}|}. A energia mecânica total do sistema é,
{\displaystyle E_{\mathrm {m} }={\dfrac {1}{2}}m_{1}\,{\dot {y}}_{1}^{2}+{\dfrac {1}{2}}m_{2}\,{\dot {y}}_{2}^{2}+m_{1}\,g(h_{1}+y_{1})+m_{2}\,g(h_{2}+y_{2})+{\dfrac {1}{2}}k_{1}\,y_{1}^{2}+{\dfrac {1}{2}}k_{2}\,(y_{1}-y_{2})^{2}}
em que {\displaystyle h_{1}} e {\displaystyle h_{2}} são as alturas dos dois pontos onde foram fixadas as origens das coordenadas {\displaystyle y_{1}} e {\displaystyle y_{2}}. Ignorando a resistência do ar, a energia permanecerá constante e a sua derivada em ordem ao tempo deverá ser nula:
{\displaystyle m_{1}\,{\dot {y}}_{1}\,{\ddot {y}}_{1}+m_{2}\,{\dot {y}}_{2}\,{\ddot {y}}_{2}+m_{1}\,g\,{\dot {y}}_{1}+m_{2}\,g\,{\dot {y}}_{2}+k_{1}\,y_{1}\,{\dot {y}}_{1}+k_{2}\,(y_{1}-y_{2})({\dot {y_{1}}}-{\dot {y_{2}}})=0}
Como as duas velocidades generalizadas {\displaystyle {\dot {y}}_{1}} e {\displaystyle {\dot {y}}_{2}} são independentes, variando uma em quanto a outra permanece fixa, a expressão anterior deverá permanecer nula.
Ou seja, as duas derivadas parciais da expressão anterior, em ordem a {\displaystyle {\dot {y}}_{1}} e {\displaystyle {\dot {y}}_{2}} deverão ser nulas:
{\displaystyle {\begin{aligned}m_{1}\,{\ddot {y}}_{1}+m_{1}\,g+k_{1}\,y_{1}+k_{2}\,(y_{1}-y_{2})=0\\m_{2}\,{\ddot {y}}_{2}+m_{2}\,g-k_{2}\,(y_{1}-y_{2})=0\end{aligned}}}
Essas são as duas equações de movimento, que também podem ser escritas,
{\displaystyle {\begin{aligned}&{\dfrac {\mathrm {d} \,v_{1}}{\mathrm {d} \,t}}=-{\dfrac {k_{1}-k_{2}}{m_{1}}}y_{1}+{\dfrac {k_{2}}{m_{1}}}y_{2}-g\\&{\dfrac {\mathrm {d} \,v_{2}}{\mathrm {d} \,t}}={\dfrac {k_{2}}{m_{2}}}y_{1}-{\dfrac {k_{2}}{m_{2}}}y_{2}-g\end{aligned}}}
existe um único ponto de equilíbrio, em que essas duas derivadas são nulas, com coordenadas:
{\displaystyle y_{1,eq}=-{\dfrac {(m_{1}+m_{2})g}{k_{1}}}\qquad \qquad y_{2,eq}=y_{1,eq}-{\dfrac {m_{2}\,g}{k_{2}}}}
Essas coordenadas correspondem às posições onde os cilindros estarão quando as forças elásticas das molas equilibrarem os pesos dos cilindros. 
É possível eliminar o termo constante {\displaystyle g} nas duas equações de movimento, por meio da substituição de variáveis {\displaystyle y_{1}=z_{1}+y_{1,eq}}, {\displaystyle y_{2}=z_{2}+y_{2,eq}}, que transforma as equações em,
{\displaystyle {\begin{aligned}{\dfrac {\mathrm {d} \,v_{1}}{\mathrm {d} \,t}}=-{\dfrac {k_{1}-k_{2}}{m_{1}}}z_{1}+{\dfrac {k_{2}}{m_{1}}}z_{2}-{\dfrac {k_{1}-k_{2}}{m_{1}}}y_{1,eq}+{\dfrac {k_{2}}{m_{1}}}y_{2,eq}-g\\{\dfrac {\mathrm {d} \,v_{2}}{\mathrm {d} \,t}}={\dfrac {k_{2}}{m_{2}}}z_{1}-{\dfrac {k_{2}}{m_{2}}}z_{2}+{\dfrac {k_{2}}{m_{2}}}y_{1,eq}-{\dfrac {k_{2}}{m_{2}}}y_{2,eq}-g\end{aligned}}}
a soma dos três últimos termos em cada equação é zero, pela definição do ponto de equilíbrio, obtendo-se,
{\displaystyle {\begin{aligned}&{\dfrac {\mathrm {d} \,v_{1}}{\mathrm {d} \,t}}=-{\dfrac {k_{1}-k_{2}}{m_{1}}}z_{1}+{\dfrac {k_{2}}{m_{1}}}z_{2}\\&{\dfrac {\mathrm {d} \,v_{2}}{\mathrm {d} \,t}}={\dfrac {k_{2}}{m_{2}}}z_{1}-{\dfrac {k_{2}}{m_{2}}}z_{2}\end{aligned}}}
as outras duas equações de evolução são {\displaystyle {\dot {z}}_{1}=v_{1}} e {\displaystyle {\dot {z}}_{2}=v_{2}} (as derivadas de {\displaystyle y_{1}} e {\displaystyle y_{2}} são iguais às derivadas de {\displaystyle z_{1}} e {\displaystyle z_{2}}).

## Energia cinética de rotação
No movimento de translação de um corpo rígido, em cada instante todas as partes do corpo deslocam-se com a mesma velocidade {\displaystyle {\vec {v}}} e, com tal, a energia cinética total é igual a um meio da massa total vezes o valor da velocidade ao quadrado.
No caso mais geral do movimento de rotação sobreposto à translação, para calcular a energia cinética total será necessário ter em conta que as velocidades de diferentes partes do objeto são diferentes.
A velocidade de cada ponto no corpo, em função da velocidade angular {\displaystyle {\vec {\omega }}} e da velocidade {\displaystyle {\vec {v}}_{\mathrm {O} }} de um ponto fixo no corpo rígido, é:
{\displaystyle {\vec {v}}={\vec {v}}_{\mathrm {O} }+{\vec {\omega }}\times {\vec {r}}}
em que {\displaystyle {\vec {r}}} é a posição do ponto relativa ao ponto de referência O.
A energia cinética total obtém-se somando a energia de todas as partes infinitesimais do corpo rígido, com massa {\displaystyle \mathrm {d} \,m},
{\displaystyle E_{c}={\dfrac {1}{2}}\int v^{2}\,\mathrm {d} \,m}
O valor da velocidade ao quadrado é,
{\displaystyle v^{2}={\vec {v}}\cdot {\vec {v}}=v_{\mathrm {O} }^{2}+|{\vec {\omega }}\times {\vec {r}}|^{2}+2\,{\vec {v}}_{\mathrm {O} }\cdot ({\vec {\omega }}\times {\vec {r}})}
O módulo de {\displaystyle ({\vec {\omega }}\times {\vec {r}})} é {\displaystyle \omega \,R}, em que {\displaystyle R} é a distância desde o ponto até um eixo que passa pelo ponto O, paralelo a {\displaystyle {\vec {\omega }}}. substituindo na expressão da energia cinética,
{\displaystyle E_{c}={\dfrac {v_{\mathrm {O} }^{2}}{2}}\int \mathrm {d} \,m+{\dfrac {\omega ^{2}}{2}}\int R^{2}\,\mathrm {d} \,m+{\vec {v}}_{\mathrm {O} }\cdot \left({\vec {\omega }}\times \int {\vec {r}}\,\mathrm {d} \,m\right)}
O integral no primeiro termo é igual à massa total {\displaystyle m}. No centro de massa, o único referencial em que o valor médio do vetor posição é nulo é o referencial em que a origem está exatamente no centro de massa. Assim sendo, se o ponto de referência O for o centro de massa, o terceiro integral será nulo e obtém-se
{\displaystyle E_{c}={\dfrac {1}{2}}m\,v_{\mathrm {cm} }^{2}+{\dfrac {1}{2}}I_{\mathrm {cm} }\,\omega ^{2}}
em que {\displaystyle I_{\mathrm {cm} }} é o momento de inércia em relação a um eixo que passa pelo centro de massa, paralelo a {\displaystyle {\vec {\omega }}}.

### Esfera num plano inclinado
Um exemplo em que existe rotação plana combinada com aceleração do centro de massa é o caso de uma esfera, de massa {\displaystyle m} e raio {\displaystyle R}, que desce num plano inclinado, como na figura abaixo.

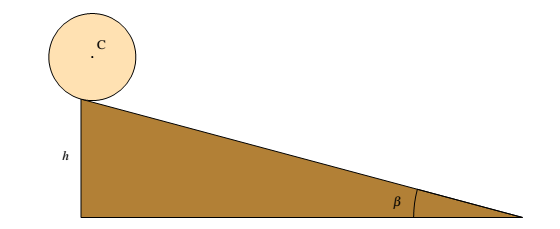
Esfera a descer um plano inclinado rolando sem deslizar.

Se a esfera rola sem deslizar, o ângulo de rotação {\displaystyle \theta } estará relacionado com a distância percorrida pelo centro de massa C, para rodas que rolam sem derrapar:
{\displaystyle s=R\,\theta }
conclui-se então que o sistema tem um único grau de liberdade, que pode ser o ângulo {\displaystyle \theta } que a esfera roda desde o instante inicial no topo do plano inclinado. 
O valor da velocidade angular é {\displaystyle \omega ={\dot {\theta }}} e o valor da velocidade do centro de massa é {\displaystyle v_{\mathrm {cm} }=R\,\omega }.
Escolhendo a posição inicial, no topo do plano inclinado, como o ponto onde a energia potencial gravítica é nula, após ter percorrido a distância {\displaystyle s=R\,\theta } a esfera terá descido uma altura {\displaystyle R\,\theta \,\sin \beta }, em que {\displaystyle \beta } é o ângulo de inclinação do plano inclinado.
A energia mecânica total é,
{\displaystyle E_{\mathrm {m} }={\dfrac {1}{2}}m\,R^{2}\,\omega ^{2}+{\dfrac {1}{2}}I_{\mathrm {cm} }\,\omega ^{2}-m\,g\,R\,\theta \,\sin \beta }
Enquanto a esfera role sem derrapar, a força de atrito com a superfície do plano será atrito estático, que não altera a energia mecânica. A força de atrito estático, tal como a força de reação normal, são forças de ligação que terão os valores necessários para manter a translação ao longo da superfície do plano e a relação entre o ângulo de rotação e a distância percorrida. Se alguma dessas forças não tivesse o valor necessário para manter esse tipo de movimento, o ângulo e a distância percorrida tornavam-se dois graus de liberdade independentes.
Ignorando a resistência do ar, a energia mecânica conserva-se e a sua derivada em ordem ao tempo deverá ser nula. Tendo em conta que o momento de inércia da esfera em relação ao seu centro de massa é {\displaystyle 2\,m\,R^{2}/5}, derivando em ordem ao tempo e igualando a zero, obtém-se a equação de movimento,
{\displaystyle m\,R\,\omega \left({\dfrac {7}{5}}R\,\alpha -g\,\sin \beta \right)=0}
e a expressão para a aceleração angular {\displaystyle \alpha } é,
{\displaystyle \alpha ={\frac {5\,g\,\sin \beta }{7\,R}}}
Se a esfera parte do repouso, no ponto inicial a sua energia cinética é nula e, na parte mais baixa do plano inclinado toda a energia potencial gravítica perdida, {\displaystyle m\,g\,h} terá sido convertida em energia cinética:
{\displaystyle {\dfrac {1}{2}}m\,R^{2}\,\omega ^{2}+{\dfrac {1}{5}}m\,R^{2}\,\omega ^{2}=m\,g\,h}
e a velocidade do centro de massa C, no fim do plano inclinado, será,
{\displaystyle v_{\mathrm {C} }=R\,\omega ={\sqrt {\dfrac {10\,g\,h}{7}}}}

## Sistemas conservativos com vários graus de liberdade

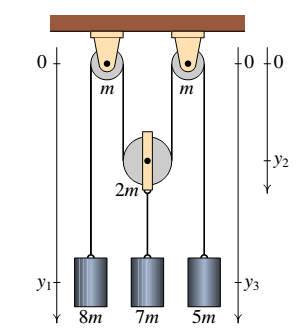
Sistema com três movimentos dependentes e dois graus de liberdade2

Sempre que a energia cinética dependa unicamente das velocidades generalizadas e a energia potencial dependa unicamente das coordenadas generalizadas, as derivadas parciais de {\displaystyle \mathrm {d} \,E_{\mathrm {m} }/\mathrm {d} \,t}, em ordem às velocidades generalizadas, serão todas nulas. Em outros casos mais gerais isso já não será certo e será preciso aplicar as equações de Lagrange para encontrar as equações de movimento.
Um exemplo com dois graus de liberdade, é o sistema com duas roldanas fixas e uma roldana móvel ilustrado na figura ao lado, em que as massas das duas roldanas fixas é {\displaystyle m}, a massa da roldana móvel é {\displaystyle 2\,m}, a massa do cilindro do lado esquerdo é {\displaystyle 8\,m}, a massa do cilindro do lado direito é {\displaystyle 5\,m} e a massa do cilindro do meio mais o suporte da roldana móvel é {\displaystyle 7\,m}. Pretende-se determinar as acelerações dos 3 cilindros.
As posições dos centros de massa dos dois cilindros nos extremos podem ser identificadas pelas variáveis {\displaystyle y_{1}} e {\displaystyle y_{3}} escolhidas na figura. A posição do centro da roldana móvel é identificado com a variável {\displaystyle y_{2}}. 
A posição do cilindro do meio será igual a {\displaystyle y_{2}} mais uma constante. Como existe uma restrição, que o comprimento do fio seja constante, unicamente duas dessas variáveis serão independentes e pode escolher-se {\displaystyle y_{3}} como variável dependente. Se o fio não desliza sobre as roldanas, a velocidade angular de cada roldana deverá ser igual à velocidade do fio, relativa ao centro da roldana, dividida pelo raio da roldana.Assim sendo, o sistema tem dois graus de liberdade, {\displaystyle y_{1}} e {\displaystyle y_{2}}.

### Pêndulo de Wilberforce

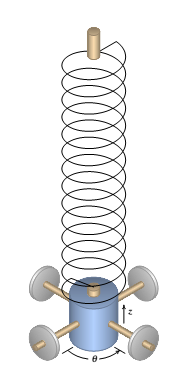
Pêndulo de Wilberforce.

O pêndulo de Wilberforce (figura ao lado) é constituído por um cilindro pendurado de uma mola vertical muito comprida. Quando uma mola é esticada ou comprimida, cada espira muda ligeiramente de tamanho; no pêndulo de Wilberforce, o número elevado de espiras na mola faz com que seja mais visível essa mudança, de forma que enquanto a mola oscila, também se enrola ou desenrola, fazendo rodar o cilindro em relação ao eixo
vertical.
O sistema tem dois graus de liberdade, a altura {\displaystyle z} do centro de massa do cilindro e o ângulo de rotação do cilindro à volta do eixo vertical, {\displaystyle \theta }. Se {\displaystyle z=0} e {\displaystyle \theta =0} são escolhidos na posição de equilíbrio, é possível ignorar a energia potencial gravítica que poderá ser eliminada das equações com uma mudança de variáveis, tal como foi feito no caso dos osciladores acoplados. A energia potencial elástica tem 3 termos, que dependem da elongação da mola $z$ e do seu ângulo de rotação {\displaystyle \theta }; a energia mecânica total é,
{\displaystyle E_{\mathrm {m} }={\dfrac {1}{2}}m\,{\dot {z}}^{2}+{\dfrac {1}{2}}I_{\mathrm {cm} }\,{\dot {\theta }}^{2}+{\dfrac {1}{2}}k\,z^{2}+{\dfrac {1}{2}}a\,\theta ^{2}+b\,z\,\theta }
em que {\displaystyle k}, {\displaystyle a} e {\displaystyle b} são constantes elásticas da mola. Ignorando o atrito com o ar e outras forças dissipativas, a conservação da energia mecânica implica,
{\displaystyle m\,{\dot {z}}\,{\ddot {z}}+I_{\mathrm {cm} }\,{\dot {\theta }}\,{\ddot {\theta }}+k\,z\,{\dot {z}}+a\,\theta {\dot {\theta }}+b\,{\dot {z}}\,\theta +b\,z\,{\dot {\theta }}=0}
Como a energia cinética depende unicamente das velocidades generalizadas e a energia potencial depende unicamente das coordenadas generalizadas, as equações de movimento são as duas derivadas parciais da equação anterior em ordem a {\displaystyle {\dot {z}}} e {\displaystyle {\dot {\theta }}}, que conduzem a:
{\displaystyle {\begin{aligned}{\ddot {z}}=-{\frac {k}{m}}\,z-{\frac {b}{m}}\theta \\{\ddot {\theta }}=-{\frac {a}{I_{\mathrm {cm} }}}\,\theta -{\frac {b}{I_{\mathrm {cm} }}}z\end{aligned}}}
se o pêndulo é posto a oscilar, sem rodar, a amplitude das oscilações lineares decresce gradualmente, enquanto que o cilindro começa a rodar com oscilações de torção que atingem uma amplitude máxima quando o cilindro deixa de se deslocar na vertical. A amplitude das oscilações de torção começa logo a diminuir à medida que a oscilação linear cresce novamente. Essa intermitência entre deslocamento vertical e rotação repete-se indefinidamente.

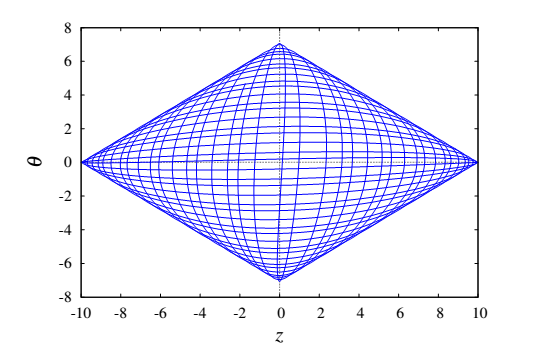
Retrato de fase no plano formado pela elongação e o ângulo.

A projeção do retrato de fase nas variáveis {\displaystyle z} e {\displaystyle \theta } é apresentada na figura abaixo.
Neste sistema existem duas frequências angulares. A frequência angular longitudinal e a frequência angular de torção,
{\displaystyle {\begin{aligned}\omega _{z}&={\sqrt {\frac {k}{m}}}&\omega _{\theta }&={\sqrt {\frac {a}{I_{\mathrm {cm} }}}}\end{aligned}}}
O cilindro num pêndulo de Wilberforce costuma ter quatro porcas que podem ser deslocadas, aumentando ou diminuindo o momento de inércia, para conseguir que as duas frequências fiquem muito próximas e o efeito de alternância entre oscilações lineares e rotacionais seja mais visível. Os valores dos parâmetros usados no exemplo acima, foram escolhidos de forma a garantir duas frequências iguais.

### Sistemas com momento de inércia variável

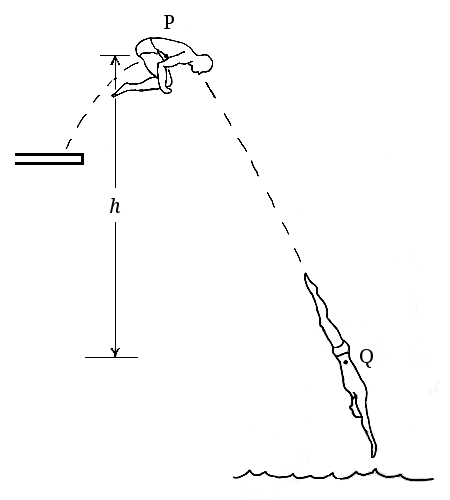
Momento de inércia variável

No caso de um sistema com movimento de translação, se a energia cinética permanece constante, o valor da velocidade também será constante. Se o sistema também tiver movimento de rotação, a sua velocidade angular pode aumentar ou diminuir, sem que isso implique alteração da energia cinética. A razão é porque as partes do sistema podem mudar de posições relativas, alterando o momento de inércia apesar de se manter a mesma massa total. Se a energia cinética de rotação for constante, o aumento ou diminuição do momento de inércia implicará diminuição ou aumento da velocidade angular.
Esse princípio é aproveitado no desporto do salto para a água. O saltador sai da plataforma com uma velocidade angular reduzida, que pode aumentar drasticamente se diminuir o seu momento de inércia encolhendo o corpo. No fim do salto o saltador estende o seu corpo para aumentar o momento de inércia e assim reduzir a sua velocidade angular antes de entrar na água (figura ao lado).
Uma abordagem simples para analisar a trajetória do saltador na figura consiste em admitir que se trata de um único corpo rígido com momento de inércia variável. Como tal, o movimento do saltador terá 3 graus de liberdade: duas coordenadas {\displaystyle x} e {\displaystyle y} para localizar a posição do centro de massa em cada instante, e o ângulo de rotação {\displaystyle \theta }. Um estudo mais completo poderia ser feito introduzindo mais graus de liberdade para definir a posição do corpo do saltador em cada instante.
A energia mecânica total é
{\displaystyle E_{\mathrm {c} }={\dfrac {m}{2}}\left({\dot {x}}^{2}+{\dot {y}}^{2}\right)+{\dfrac {1}{2}}\,I_{\mathrm {cm} }\,{\dot {\theta }}^{2}+m\,g\,y}
Ignorando a resistência do ar, a energia permanece constante; derivando em ordem ao tempo, e tendo em conta que {\displaystyle I_{\mathrm {cm} }} também depende do tempo, obtém-se,
{\displaystyle m\,{\dot {x}}\,{\ddot {x}}+m\,{\dot {y}}\,{\ddot {y}}+I_{\mathrm {cm} }\,{\dot {\theta }}\,{\ddot {\theta }}+{\dfrac {1}{2}}\,{\dot {I}}_{\mathrm {cm} }\,{\dot {\theta }}^{2}+m\,g\,{\dot {y}}=0}
Como a energia cinética depende apenas das velocidades e a energia potencial depende apenas das coordenadas, as 3 equações de movimento podem ser obtidas calculando as derivadas parciais da expressão anterior, em ordem a {\displaystyle {\dot {x}}}, {\displaystyle {\dot {y}}} e {\displaystyle {\dot {\theta }}},
{\displaystyle {\begin{aligned}&{\ddot {x}}=0\\&{\ddot {y}}=-g\\&I_{\mathrm {cm} }\,{\ddot {\theta }}+{\dot {I}}_{\mathrm {cm} }\,{\dot {\theta }}=0\end{aligned}}}
as duas primeiras equações são as mesmas equações do lançamento de projéteis, ou seja, que a componente horizontal da aceleração do centro de massa é nula e a componente vertical da aceleração é igual a {\displaystyle -g}. A terceira equação pode também ser escrita como a derivada do produto do momento de inércia pela velocidade angular:
{\displaystyle {\dfrac {\mathrm {d} \,(I_{\mathrm {cm} }\,{\dot {\theta }})}{\mathrm {d} \,t}}=0}
Conclui-se que o produto do momento de inércia pela velocidade angular, {\displaystyle I_{\mathrm {cm} }\,{\dot {\theta }}}, denominado momento angular, permanece constante.